# Iglesia del Espíritu Santo (Burgos)
La iglesia parroquial del Espíritu Santo es un templo católico levantado en el siglo XX en Burgos (Castilla y León, España). 
El templo está situado en un bajo de la calle Pedro Alfaro n.º 10, frente a la Biblioteca Municipal Gonzalo de Berceo (en el barrio G-9 del Distrito 3 - Este).
En 1986 comenzó a abrirse como capilla y el 1 de enero de 1987 quedó constituida como Parroquia.
La parroquia ha colaborado en la creación del Centro Comunitario Espíritu Santo (calle Luis Alberdi n.º 15) y también cuenta con un coro.